# Yossiana Pressley
Yossiana Breann Pressley (15 aprile 1999) è una pallavolista statunitense, schiacciatrice delle Atlanta Vibe.

## Carriera

### Club
La carriera di Yossiana Pressley inizia nei tornei scolastici texani, a cui partecipa con la Cypress Falls HS. In seguito è di scena nella lega universitaria NCAA Division I, a cui partecipa dal 2017 al 2021 con la Baylor, ottenendo numerosi riconoscimenti individuali, tra i quali spicca quello di National Player of the Year.
Appena terminata la carriera universitaria, nel dicembre 2021 viene ingaggiata dalle francesi dell'ASPTT Mulhouse, con cui partecipa alla Ligue A 2021-22. Dopo un periodo di inattività, torna in campo in patria, disputando prima l'Athletes Unlimited 2023 e poi la Pro Volleyball Federation 2024, dove veste la maglia delle Atlanta Vibe.

## Palmarès

### Premi individuali
- 2019 - National Player of the Year
- 2019 - All-America First Team
- 2019 - NCAA Division I: Waco Regional MVP
- 2019 - NCAA Division I: Pittsburgh National All-Tournament Team
- 2020 - All-America First Team
- 2021 - All-America First Team
- 2021 - NCAA Division I: Madison Regional All-Tournament Team